# Las Sobieskiego

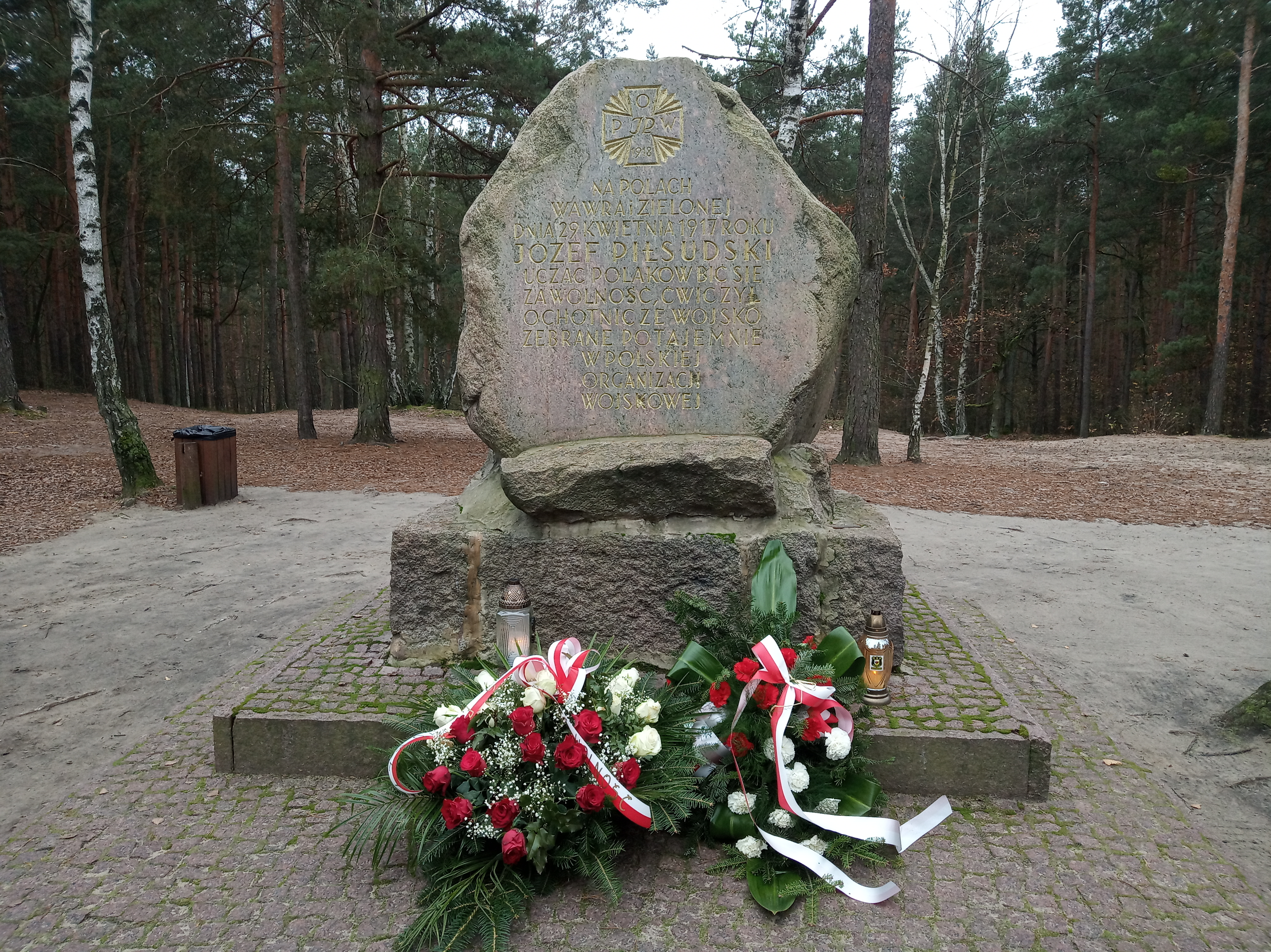
Głaz Piłsudskiego na wschodnim skraju Lasu Sobieskiego

Las Sobieskiego – drugi pod względem wielkości kompleks leśny w Warszawie (największym lasem jest Las Kabacki) i największy na prawobrzeżnej części stolicy. Znajduje się na terenie dzielnicy Wawer, w rejonie ulic Kościuszkowców, Czecha i Korkowej. Od strony północnej lasy uroczyska łączą się z lasami Nadleśnictwa Drewnica, od południa z lasami Starej Miłosnej od wschodu z lasami dzielnicy Wesoła. Powierzchnia całego uroczyska wynosi 516,60 ha, z czego 114,44 ha zajmuje rezerwat przyrody im. Króla Jana Sobieskiego. Uroczysko Las Sobieskiego stanowi północną część Mazowieckiego Parku Krajobrazowego i wchodzi w skład Obwodu Leśnego „Las Sobieskiego”.
Las Sobieskiego poza tym, że pełni ważną funkcję miejsca rekreacyjnego dla mieszkańców Warszawy, to jest przy tym znaczącą częścią „zielonych płuc” stolicy. Niektóre drogi zostały zagospodarowane turystycznie, ustawiono przy nich drewniane ławki, płotki ochronne i kosze na śmieci. Zabiegi gospodarcze w Lesie Sobieskiego ograniczone są do niezbędnego minimum, z uwagi na funkcje rekreacyjne i wypoczynkowe terenu. Jest to także niezwykle istotne miejsce dla zwierząt, dla których las jest korytarzem ekologicznym, czyli miejscem przez które mogą swobodnie migrować niedaleko Wisły, przemieszczając się między lasami rembertowsko-okuniewskimi (na północy) a celestynowskimi i garwolińskimi (na południu).

## Historia
Na początku XX wieku las ten nazywano Lasem Wawerskim, który był pozostałością rozległej Puszczy Mazowieckiej, o powierzchni 870 ha. W tym czasie Las Wawerski stanowił własność Adama Branickiego i był jedynie częścią całego majątku hrabiego, nazywanym dobrami wilanowskimi, w skład których wchodziły również rejony Wilanowa, Kabat oraz obecnych Lasów Chojnowskich. Na prawobrzeżnej stronie Wisły Branicki posiadał 50 oddziałów leśnych, określanych mianem leśnictwa Zastów. Na przełomie wieków XIX i XX, znaczną jego część porastały drzewostany dębowo-sosnowe z udziałem grabu i lipy. W suchych rejonach graniczących z wydmami dominowały drzewostany sosnowe, które na początku XX wieku wykarczowano, co spowodowało rozwiewanie wydm, pomiędzy którymi tworzyły się wrzosowiska. W leśnictwie Zastów dopuszczony był wypas bydła w lesie, czego konsekwencją było znikome pojawianie się młodych lip i dębów, które były chętnie objadane z liści i pąków. Gospodarka leśna na tym terenie charakteryzowała się promowaniem sosny, kosztem gatunków liściastych, takich jak lipy i dęby oraz zbyt silnym przerzedzaniem drzewostanów. Konsekwencjami takiego postępowania było przesuszanie gleby i jej miejscowe rozwiewanie. Lasy mieszane były dosyć intensywnie wycinane i zastępowane jednogatunkowymi drzewostanami sosnowymi, dlatego też w latach 30. XX wieku przeszło 30% Lasu Wawerskiego stanowiły młodniki sosnowe. Tylko nieliczne drzewostany osiągały wiek 90 lat.
Las Sobieskiego jest jednym z najstarszych chronionych obszarów województwa mazowieckiego oraz Warszawy. Już w 1933 roku około 300 hektarów tego lasu zostało objętych ochroną.
W listopadzie 1952 roku, w celu zachowania fragmentu naturalnego lasu liściastego przedstawiającego typy drzewostanów dębowo-sosnowo-lipowych, charakterystycznych niegdyś dla Warszawy, na obszarze uroczyska Las Sobieskiego, utworzono rezerwat przyrody Las im. Króla Jana Sobieskiego o powierzchni 114,44 ha.

## Flora
Zróżnicowane ukształtowanie terenu, z lokalnymi obniżeniami oraz wydmami dochodzącymi do 20 metrów wysokości wraz z dużą różnorodnością gleb, przyczyniły się do zmienności siedlisk i zbiorowisk roślinnych na tym obszarze. Wschodnia część Lasu Sobieskiego składa się przede wszystkim z piaszczystych wydm pokrytych borem sosnowym, a głównym gatunkiem lasotwórczym jest sosna zwyczajna z domieszką brzozy, dębu bezszypułkowego i robinii akacjowej. W centralnej części znajdują się siedliska lasu mieszanego i w tm miejscu dominuje dąb, brzoza i sosna. W części rezerwatowej Lasu Sobieskiego, gdzie gleby są bardziej żyzne, przeważają grądy o bogatym składzie gatunkowym. Rosną tu przede wszystkim dęby szypułkowe i bezszypułkowe, które osiągają wiek nawet 150 lat. Poza dębami, ważnymi gatunkami są lipy drobnolistne (liczące sobie około 100 lat i rosnące w tzw. wiankach) i graby pospolite.
Krzewy Lasu Sobieskiego reprezentują przede wszystkim kalina koralowa oraz kruszyna pospolita.
Wczesną wiosną, kiedy promienie słoneczne mogą swobodnie docierać do dna lasu, pojawia się zawilec gajowy. Wraz z rozwojem liści na drzewach, coraz mniej światła dociera na dno lasu, co przekłada się na rozwój innych gatunków, takich jak: konwalijka dwulistna lub dąbrówka rozłogowa. Warto również wspomnieć o innych gatunkach możliwych do zaobserwowania w Lesie Sobieskiego, są to: lilia złotogłów, goździk piaskowy, orlik pospolity, bluszcz pospolity, konwalia majowa, pierwiosnek lekarski, czy turówka leśna.

## Fauna
Rezerwatowa forma ochrony przyrody trwająca już od prawie 70 lat nie oznacza, że fauna tego obszaru została dokładnie zbadana. Wręcz przeciwnie, wciąż czeka, na rozpoznanie i opisanie. Większe opracowanie pod tym kątem zostało wykonane jedynie pod względem występujących ptaków (głównie ich liczebności).
Według badań prowadzonych przez 8 lat w rezerwacie im. Króla Jana III Sobieskiego stwierdzono 85 gatunków kręgowców. Największy udział w tej liczbie mają ptaki – 65, poza nimi udało się zaobserwować obecność 17 ssaków, 2 płazów i 1 gada. Warto jednak dodać, że lista wykrytych kręgowców jest niekompletna i wymaga jeszcze przeprowadzenia dalszych badań.
Spośród 65 gatunków ptaków, ponad połowę, w liczbie 37 gatunków uznano za gatunki lęgnące się na terenie tego lasu, natomiast 20 innych odbywało lęgi w sąsiedztwie rezerwatu. Za zimujące zostały uznane 24 gatunki oraz stwierdzono 6 gatunków przypadkowych. Do tej grupy zaliczone zostały ptaki, dla których obszar leśny, nie jest naturalnym środowiskiem życia i występują tam bardzo sporadycznie (czapla siwa, pustułka, kuropatwa, śmieszka, skowronek polny i świergotek łąkowy).
Ptaki lęgowe dominujące na terenie rezerwatu to: zięba, świstunka leśna, szpak, rudzik, pokrzewka czarnołbista, bogatka, muchołówka żałobna, kos. Ponadto rzadziej występujące, ale również lęgnące się na tym obszarze ptaki to: jastrząb, myszołów, puszczyk, dzięcioł średni, muchołówka mała.
Obserwowane ssaki na terenie rezerwatu to: jeż, kret, ryjówka aksamitna, zając, wiewiórka, lis, kuna leśna, łoś, sarna i dzik.
W wyniku identyfikacji wypluwek puszczyka zwyczajnego zidentyfikowano elementy ciała należące do 219 kręgowców, dlatego też do łącznej liczby występujących gatunków ssaków można dopisać: borowca wielkiego, nornicę rudą, mysz polną, leśną, zaroślową, badylarkę oraz szczura wędrownego.

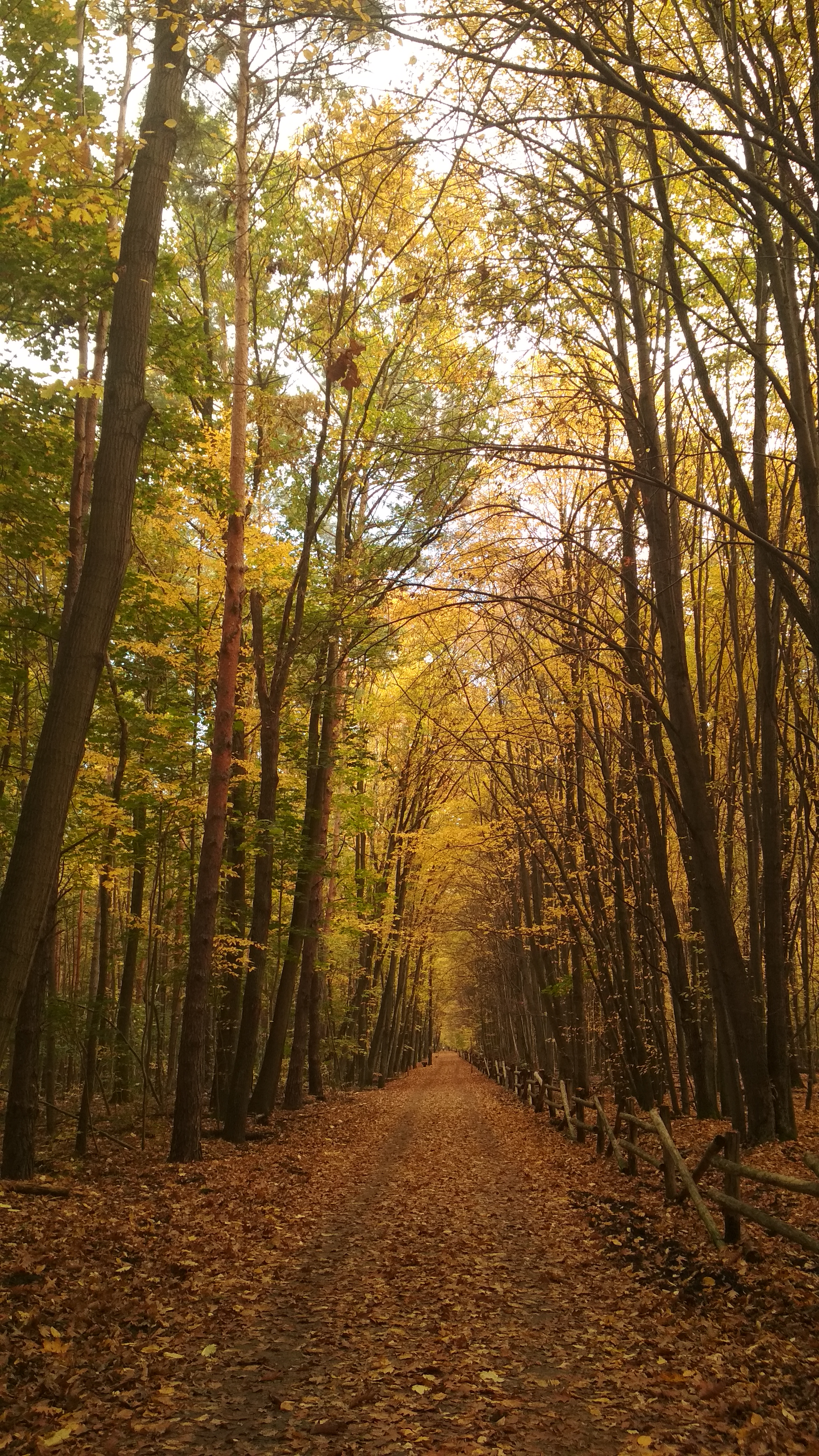
Las Sobieskiego widziany od strony ulicy Kościuszkowców

Na terenie Lasu Sobieskiego stwierdzono występowanie następujących ssaków: dzik, łoś, sarna, lis, łasica, kuna leśna, wiewiórka, ryjówka, nornica. Jest dobrym siedliskiem dla ptaków związanych z lasem: dzięciołów, zięb, sikor, rudzików i muchołówek.

## Ważniejsze miejsca
Na granicach Lasu Sobieskiego z trzech stron znajdują się ciekawe miejsca historyczne. Po zachodniej stronie, przy ulicy Kościuszkowców znajduje się cmentarz ofiar II wojny światowej, natomiast na wschodnim skraju lasu na wydmie postawiony został Głaz Piłsudskiego informujący, że "Na polach Wawra i Zielonej w dniu 29 IV 1917 r. Józef Piłsudski, ucząc Polaków bić się za wolność, ćwiczył ochotnicze wojsko zebrane potajemnie w Polskiej Organizacji Wojskowej". Na Północnej granicy lasu, tuż przy ulicy Korkowej znajduje się kapliczka upamiętniająca dawny ołtarz polowy. Przy ulicy Korkowej znajduje się również cmentarz komunalny, z trzech stron otoczony lasem.